# Paul von Guilleaume

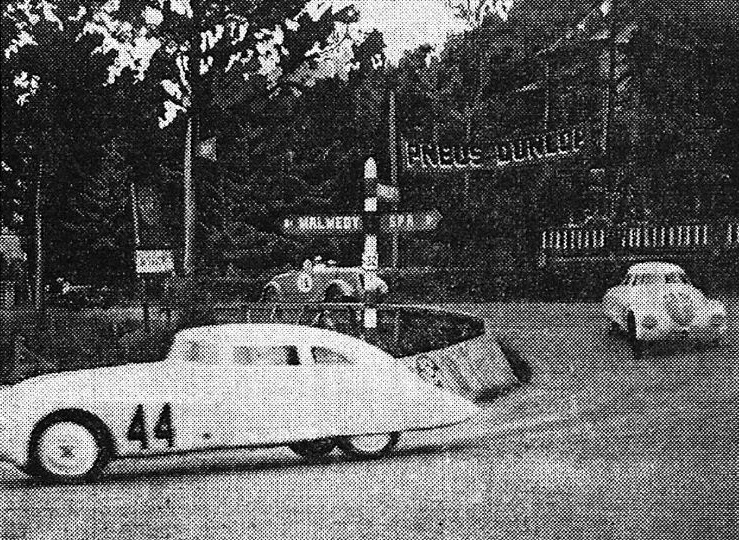
Der von Paul von Guilleaume gefahrene Adler Trumpf (Startnummer 44) beim 24-Stunden-Rennen von Spa-Francorchamps 1936

Paul von Guilleaume (* 11. November 1893 in Köln; † 16. Dezember 1970) war ein deutscher Automobilrennfahrer und Motorsportfunktionär.

## Karriere
Paul von Guilleaume, der als Sohn des Automobilsport-Pioniers Max von Guilleaume aus der gleichnamigen Unternehmerfamilie stammte, gewann 1925 auf einem Steyr das Harzer Bergrennen im Harz. Am 11. Juli 1926 startete er auf der Berliner AVUS auf Austro-Daimler beim erstmals ausgetragenen Großen Preis von Deutschland. Am 15. August desselben Jahres gewann er das Rennen an der Hohen Eule bei Breslau in der Klasse 12-Steuer-PS (= 3144 cm³), am 3. Oktober 1926 siegte von Guilleaume beim Feldbergrennen am Großen Feldberg im Taunus in der Automobil-Klasse von 3 bis 5 Liter Hubraum (12-Steuer-PS) mit einem Steyr. Außerdem gewann er 1926 auch ein Bergrennen im Siebertal bei Goslar, ebenfalls in der Klasse 12-Steuer-PS. 
Im Jahr 1927 siegte Paul von Guilleaume beim Buckower Dreiecksrennen in der Rennwagenklasse bis 3 Liter auf Steyr. Zehn Jahre später. 1937, wurde er beim 24-Stunden-Rennen von Le Mans gemeinsam mit Otto Löhr Gesamt-Neunter und Fünfter der 2-Liter-Klasse mit der neuen Adler-Trumpf-Rennlimousine 1,7 Liter, 1938 Gesamt-Siebter und Sieger der 1,5-Liter-Klasse.
1951 folgte ein Klassensieg bei der Fernfahrt Lüttich–Rom–Lüttich zusammen mit Heinz Graf von der Mühle auf Porsche. Im Februar 1952 belegte Paul von Guilleaume zusammen mit Philipp Constantin von Berckheim auf einem Porsche 356 Rang drei bei der Rallye Sestriere.
Nach seiner Rennkarriere war Paul von Guilleaume einige Jahre ADAC-Sportpräsident. Er starb am 16. Dezember 1970 im Alter von 77 Jahren.

## Statistik

### Le-Mans-Ergebnisse
| Jahr | Team       | Fahrzeug                         | Teamkollege | Platzierung            | Ausfallgrund    |
| ---- | ---------- | -------------------------------- | ----------- | ---------------------- | --------------- |
| 1937 | Adlerwerke | Adler Super Trumpf Rennlimousine | Otto Löhr   | Rang 9                 |                 |
| 1938 | Adler      | Adler Trumpf Rennlimousine       | Otto Löhr   | Rang 7 und Klassensieg |                 |
| 1939 | Adler      | Adler Trumpf                     | Otto Löhr   | Ausfall                | Zylinderschaden |